# (39664) 1995 WW4
(39664) 1995 WW4 est un astéroïde de la ceinture principale découvert en 1995.

## Description
(39664) 1995 WW4 a été découvert le 20 novembre 1995 à Ojima (Japon) par Tsuneo Niijima et Takeshi Urata.

### Caractéristiques orbitales
L'orbite de cet astéroïde est caractérisée par un demi-grand axe de 2,73 ua, un périhélie de 2,59 ua, une excentricité de 0,05 et une inclinaison de 1,28° par rapport à l'écliptique. Du fait de ces caractéristiques, à savoir un demi-grand axe compris entre 2 et 3,2 ua et un périhélie supérieur à 1,666 ua, il est classé, selon la JPL Small-Body Database, comme objet de la ceinture principale d'astéroïdes.

### Caractéristiques physiques
(39664) 1995 WW4 a une magnitude absolue (H) de 15,5 et un albédo estimé à 0,334.